# Blanka (opera)
Blanka je fantasticko-romantická opera českého skladatele Karla Šebora z roku 1869 na původně německé libreto německého spisovatele Eduarda Rüffera. Premiéru měla v pražském Prozatímním divadle dne 8. března 1870.

## Vznik a historie díla
Skladatel Karel Šebor napsal svou čtvrtou operu s názvem Blanka brzy po velmi úspěšném uvedení Nevěsty husitské. Libreto pro něj napsal stejně jako u předchozí opery německý dramatik a spisovatel Eduard Rüffer v němčině a Šebor napsal operu na tento originál. Teprve později pořídil metricky odpovídající českou verzi libreta (vydána 1870) nejmenovaný český překladatel a ta sloužila i při divadelním provedení. Přes vágní historický nádech Šebor poprvé opustil půdu konkrétních událostí z českých dějin a sáhl k námětu pohádkově romantickému, jehož titulní hrdinkou je často zpodobňovaná postava nadpřirozené bytosti (víly) toužící po lidské duši, jak je v české opeře nejlépe známa z Dvořákovy Rusalky. Libreto obsahuje efektní scény, chybí mu však dramatická jednota a motivace jakož i hlubší charakterizace postav. Navíc autor deklamaci původně koncipovanou v němčině nepřizpůsobil českému překladu, ostatně velmi slabému. Patrný posun jeho stylu od románské číslové opery k prokomponovanému, na příznačných motivech založenému deklamačnímu opernímu typu tím do značné míry pozbyl účinku. Skladatel věnoval svou operu J. C. V. princi Petru Georgijevičovi Oldenburskému (1812-1881), ruskému učenci, filantropovi a skladateli.
Prvotní divácký ohlas opery byl stejně jako u předchozích Šeborových oper velmi pozitivní: premiéra „nalezla u nadmíru početného publika přátelské přijetí. Skladatel byl na konci každého aktu vyznamenán vyvoláváním.“ Kritika však přijala novou operu přísně (Josef Bartoš shrnuje: „před kritikou a soudným obecenstvem propadla úplně“, „bylo to fiasko celého Šeborova dosavadního světa“), vyčítala Šeborovi stále větší rutinu a šablonovitost. Jan Ludevít Procházka, kritik (mladočeských) Národních listů si vysvětloval divácký úspěch tím, že „pouhá zběhlost v faktuře zaslepuje nesoudné obecenstvo“, zatímco „v celé partituře [jest] málo potěšitelných stránek, takových, kde bychom mohli konstatovat skutečný pokrok k lepšímu, pohříchu žádných, ano naproti dřívějším plodům dramatickým téhož skladatele zůstává Blanka daleko pozadu“, a vybízel autora, „by zmužil se k plnému sebezapření […] a cesty Blankou nastoupené úplně se zřekl“. Přísný soud pronesl také Otakar Hostinský: „krásných původních myšlenek jest zde úžasně málo, zdá se skoro, že příliš rychlým komponováním svých čtyr oper Šebor svoji fantasii prozatím až na dno vyčerpal“. I příznivěji nakloněná kritika, např. (staročeská) Politik (hudební referent František Pivoda), viděla v Blance dílo přechodové, jež „nevykazuje žádný národní ráz“, a shledávala řadu až příliš patrných vzorů v hudbě i libretu, od Richarda Wagnera (předehra připomínající vyprávění o grálu z Lohengrina nebo sbor poutníků z Tannhäusera) po kopie scény hranice z Halévyho Židovky a vězeňské scény z Gounodova Fausta.
Ohledně Blanky se Šebor dostal do ne zcela jasného sporu s vedením Prozatímního divadla a po čtyřech představeních nejen svou operu stáhl, ale i rezignoval na místo třetího kapelníka a sbormistra divadla a opustil Čechy. Blanka, ostatně divácky i kriticky nejméně úspěšná z pěti Šeborových oper, již nebyla nikdy na divadle provedena.

## Osoby a první obsazení
| osoba                                                                        | hlasový obor | premiéra (8.3.1870)        |
| ---------------------------------------------------------------------------- | ------------ | -------------------------- |
| Dalimil, opat klášterní                                                      | bas          | Josef Paleček              |
| Vlastenský, vladyka                                                          | tenor        | Julius Souček              |
| Vuk, vladyka                                                                 | bas          | Karel Čech                 |
| Blanka                                                                       | soprán       | Věkoslava Blažková-Ressová |
| Lada, její matka                                                             | alt          | Betty Fibichová            |
| Děvče venkovské                                                              | soprán       | Josefina Nedělová          |
| Víly, vladykové, mnichové, paní, lid obojího pohlaví, zbrojnoši, pochopové   |              |                            |
| Dirigent: Karel Šebor, režie: Josef Jiří Kolár, choreografie: Marie Hentzová |              |                            |

## Děj opery
(Děj a citace podle tištěného libreta)

### 1. dějství
(Klenutý sál v klášteře lechnickém) Vladyka Vuk před opatem Dalimilem obžalovává vladyku Vlastenského z toho, že odmítá vydat les patřící od pradávna ke klášterním statkům. Vlastenský však tvrdí, že sporný les byl od nepaměti v držení jeho předků. Ani hrozby církevní klatby, prohlášení za kacíře a smrti, které svorně přednášejí Vuk i Dalimil, Vlastenským nepohnou. Zítra mezi oběma stranami začne boj (scéna a tercet Před vámi Vlastenského žaluji… Já nevzdám nikdy svých se práv). Dalimil o samotě přemítá nad tím, že jeho oddanost klášternímu životu vyprchala, jednotvárnost řeholního života se mu protiví a cítí v sobě vroucí vášeň neslučující se s mnišskou kutnou (árie O touhy mé, o světa lesku).
Usíná a zdá se mu o lesní říši víl. V ní krásná Blanka prosí svou matku, královnu víl Ladu, aby jí dala lidskou duši a propustila do světa lidí. Ani zdržování matkou a sestrami nejsou nic platné, Blanka odchází. Avšak lidskou duši jí může dát jen milující srdce (scéna se sborem víl V háje dýl rej ať víl zavznívá a árie Blanky Za zory kvítko otvírá)
Dalimil se probouzí u vytržení nad krásou, kterou uviděl, ale zpěv mnišského Ave Maria jej upomíná na řeholní povinnosti a opat se modlí, aby od něj bylo pokušení odvráceno (árie Co jsem to zřel! Jak čarovná to krása! … Panno svatá, vzývám tebe).

### 2. dějství
(Krajina, uprostřed starověká lípa) Venkované se vydávají na kácení lesa. Mladá venkovanka vypráví o pověsti, podle níž s každým pokáceným stromem umírá jedna víla (sbor Lese, lese náš a píseň děvčete Mně vyprávěla babička). Z temného lesa vychází Blanka: Jas ji leká a cítí neznámou úzkost, je však rozhodnuta hledat ve světě lidí lásku (árie Zda svět to jest za lesku dne?… O duchu lásky, zdroji krás).
Klášterní vojsko zvítězilo v boji, protože Vlastenského zradili vlastní lidé. Poražený vladyka byl odsouzen jako nepřítel církve a kacíř a katovský průvod ho přivádí k popravě, jež se má konat u lípy. Vuk přednáší výrok soudu, Dalimil pak odsouzence vyzývá k pokoře, aby bylo jeho duši odpuštěno. Vlastenský poroučí svou duši Bohu (scéna V té starověké lípy stínu se zpěvy Vukovým Slyš výrok soudu, Dalimilovým Než věčná přijme duši brána a Vlastenského Pane k tobě zrakův svit). Vuk již kyne popravčímu k ráně, ale zasáhne Blanka a vybízí všechny ke smíru a lásce: pod touto zasvěcenou lípou se nesmí prolít krev. Všichni jsou jejím krásným zjevem ohromeni a vyhoví jejímu přání. Vlastenský se rád odevzdává do její moci (finále Zde nesmí krev se nikdy řinout… Jaká to zář! … Jak jsem vzhlédl k blankytu).

### 3. dějství
(Sál na hradě Bělohradském rytíře Vlastenského) Chystá se svatba Vlastenského a Blanky. Vladyka opěvuje krásu své nastávající i své štěstí, ale ptá se po Blančině původu. Ta ale tvrdí, že svou minulost nezná, jediné, co zná, je láska k němu (duet Co dostihnout můž' tvojich krás… Již blízká chvíle snese pásku). Přichází Dalimil, diví se, že se chystá sňatek, a ptá se, zda je jisté, že Blanka je křesťanka. Vlastenský jej vítá, žádá, aby požehnal jejich svazku, a obavy zahání. Rád povoluje knězi rozhovor s Blankou, ale ta má z opata strach (scéna Co má to být? Co za hod slavit bude tento hrad?). Při rozhovoru nabývá Dalimil přesvědčení, že Blanka je víla, ale současně jí vyznává svou lásku, pro kterou se chce všeho zříci. Blanka odmítá a diví se, jak drsný a vášnivý je svět lidí (duet Mně, cizinko, teď zjevíš snad… O muži cizích krajů).
Vrací se Vlastenský, aby Blanku odvedl k oltáři. Když dívka naposledy zavrhuje Dalimilovu žádost, opat vladyku varuje, že se stal obětí démonského klamu: Blanka je víla a pohanka. Vlastenský nevěří a odchází s Blankou k obřadu (zpěv Nuž doprovoď mne tedy k sňatku a tercet Svou vášeň potlač v srdci svém. Osamělý Dalimil přísahá, že kráska nebude patřit jinému, a odchází pro posilu (arieta To hrozné slovo duši zrývá). Svatba zatím pokračuje (sbor Spojte ruce v věčném míru a balet), než ji přeruší vpád ozbrojeného lidu vedeného Dalimilem a Vukem. Ti denuncují hrozný hřích: Blanka je kouzelnice a pohanka a musí být souzena církví. Svatebčané se zhrozí nad opovážlivou léčkou, již ďáblova služebnice na vladyku nastrojila, aby se zmocnila jeho duše. Vlastenský se Blanku snaží bránit, ale je odzbrojen a jeho žena odvedena k soudu a k popravě (finále: sbor Zkonči se kvas, Vukův zpěv Vše radosť změň se v trudy a ansámbl Tak čista jest, jak lilije).

### 4. dějství
(Žalář) Blanka lká ve vězení po svém životě i po svém choti (árie Běda, teď v samotě mám snášet strasť… Proč háje stan). Přicházejí Dalimil a Vuk se zbrojnoši. Podle Vuka byla Blanka za čarodějnictví odsouzena ke smrti na hranici. Dalimila pronásleduje svědomí, že je strůjcem její zkázy, a žádá si ještě poslední rozhovor s odsouzenou, aby ji obrátil na křesťanskou víru (scéna-tercet Kde je ta žena?). V tomto rozhovoru se vzdává své lásky k ní a slibuje jí svobodu, aby se mohla vrátit mezi víly. Ale Blanka chce následovat svého manžela a takové osvobození odmítá (duet Za okamžiku nešťastného). Vuk přichází odvést Blanku na popraviště. Blanka jej následuje s rozhodnou odevzdaností a odvrhuje Dalimila, který jí nabízel útěk na poslední chvíli. Přichází pro ni jiný zachránce, sám Vlastenský, který zabíjí Dalimila. Manželé se však dlouho ze shledání netěší: Vlastenského probodne Vuk a poté i Blanka volí smrt. Duše nešťastné víly stoupá k nebi za zpěvu její matky a sester (finále Již déle se zdržet lid nedává s duetem O Blanko, Blanko a sborem Vznešená žíti má bez bolů).

## Nahrávky
Z opery byla dosud nahrána pouze předehra, a to v Československém rozhlase Plzeň roku 1956. Tato nahrávka nebyla vydána.